# 1959年朝鮮民主主義人民共和國地方選舉
朝鮮曾在1959年11月28日進行邑、面、洞、里、道、市或郡的選舉。
在此次選舉中，一共選舉出9759名市或郡級人大代表，以及53882名邑、面、洞和里級的人大代表。
最終，本屆的投票率和參選人當選率均達100%。

## 腳注/來源
1. ↑  East Gate Book (2003) North Korea Handbook: Yonhap News Agency Seoul, p126 ISBN 0765610043